# Mercury-Redstone 3
A Mercury-Redstone 3, também chamado de Freedom 7, foi a primeira missão espacial tripulada do Programa espacial dos Estados Unidos.
Ela ocorreu em 5 de maio de 1961, levando Alan Shepard como astronauta. Essa missão, era parte do Programa Mercury, que era a iniciativa dos Estados Unidos de colocar astronautas em órbita da Terra antes da União Soviética, durante a Guerra fria.
Essa primeira missão tripulada no entanto, era apenas um voo sub-orbital, de 15 minutos acima do limite do espaço (100 km), e de volta a Terra
aterrissando no Mar. Em linhas gerais, seria uma reedição da missão anterior, a Mercury-Redstone 2, só que levando um ser humano.
O lançamento da MR-3 foi efetuado a partir do Centro de lançamento de Cabo Canaveral na Flórida, a beira do oceano Atlântico. Depois da fase de voo conduzida pelo foguete Mercury-Redstone, a espaçonave com o astronauta a bordo se separou e prosseguiu num voo balístico, atingindo a altitude de 187,5 km antes de reentrar na atmosfera e pousar suavemente por intermédio de paraquedas no Oceano Atlântico, próximo as Bahamas.
Durante o voo Shepard testou o compartimento de paraquedas que se abriu no pouso da capsula. Também foram feitas testes de rádios onde a antena for instalada na ponta da Freedom.
De lá, o astronauta e a capsula foram resgatados por helicóptero e levados a um Porta-aviões que dava apoio a missão. Durante o voo de curta duração, Shepard observou a Terra e testou o Sistema de controle de reação, acionando pequenos foguetes, que em missões futuras, serviriam para trazer as espaçonaves de volta das suas órbitas. Foi o astronauta Alan Shepard, quem atribuiu a essa missão o seu "nome popular", Freedom 7, criando o hábito de os astronautas batizarem suas espaçonaves nas missões subsequentes do projeto.

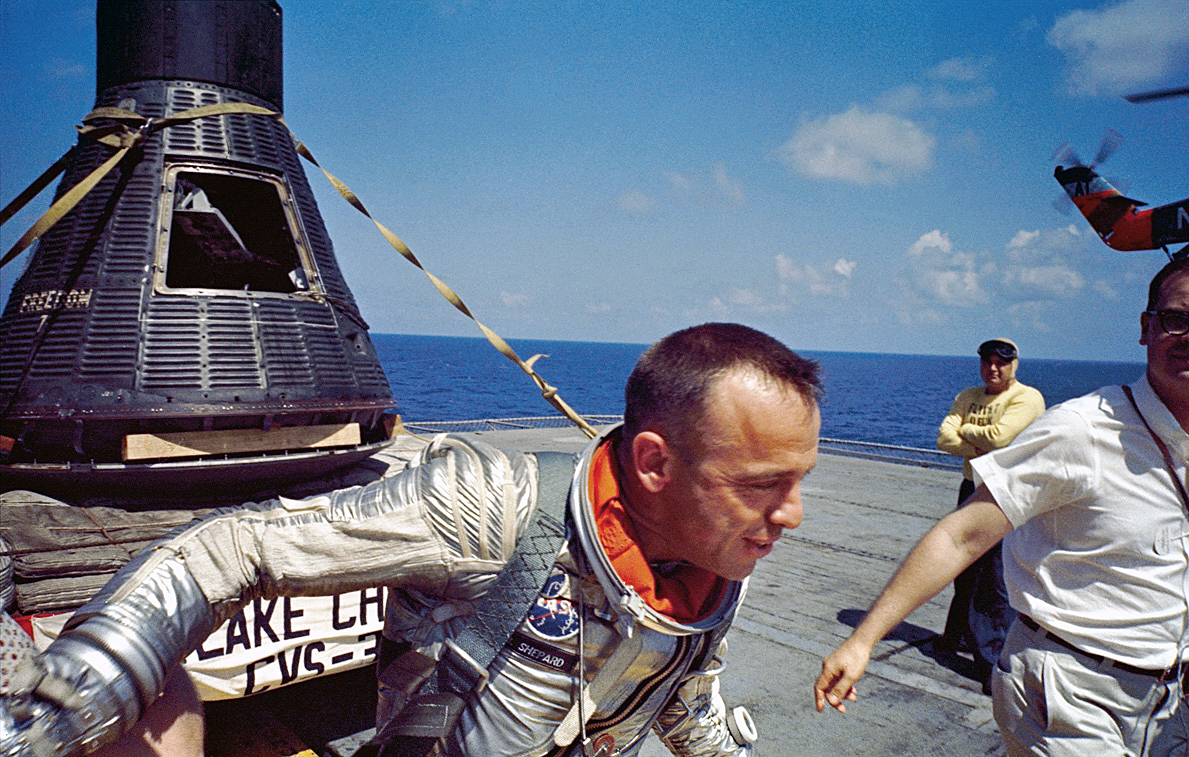
Alan Shepard após o pouso

A missão foi um sucesso técnico, cumprindo todos os seus objetivos, porém falhou em colocar o primeiro homem no espaço, pois apenas três semanas antes, a União Soviética tomou a frente na corrida espacial mais uma vez, conduzindo o primeiro voo orbital tripulado. A missão MR3, foi seguida por um outro voo sub-orbital, a missão MR-4, e depois desta, as missões orbitais do Programa Mercury, usando para isso, o foguete Atlas.